# Высокое (Винницкая область)
Высо́кое (укр. Високе) — село на Украине, находится в Тульчинском районе Винницкой области.
Код КОАТУУ — 0523981701. Население по переписи 2001 года составляет 806 человек. Почтовый индекс — 24247. Телефонный код — 4348.
Занимает площадь 1,691 км².

## Религия
В селе действует храм святого Онуфрия Великого Томашпольского благочиния Могилёв-Подольской епархии Украинской православной церкви.

## Адрес местного совета
24247, Винницкая область, Томашпольский р-н, с. Высокое, ул. Героев Майдану, 44в